# Perizoma albidivisa
Perizoma albidivisa är en fjärilsart som beskrevs av W. Warren 1893. Perizoma albidivisa ingår i släktet Perizoma och familjen mätare. Inga underarter finns listade i Catalogue of Life.